# Synagogue de Bamberg (1910-1938)
La synagogue de Bamberg inaugurée en 1910, a été détruite par les nazis lors de la nuit de Cristal en 1938, comme la plupart des lieux de prière juif d'Allemagne. Elle était avant la Seconde Guerre mondiale la fierté de l'importante communauté juive de Bamberg.
Bamberg est une ville du district de Haute-Franconie dans le Land de Bavière. Elle compte actuellement près de 75 000 habitants.

## Les premières synagogues auMoyen Âge
Une première synagogue est située au 1 Judenstraße et existe pendant une période inconnue. Elle est le centre de la communauté juive de Bamberg, qui subsiste jusqu'en 1348. Après l'expropriation et l'expulsion des Juifs sous Frédéric Ier von Hohenlohe, une chapelle catholique, l'église Sainte-Marie, est érigée en 1422 à la place de la synagogue. Le bâtiment actuel a été construit au milieu du XVe siècle.
Pendant la courte période de 1430 à 1478, où les Juifs peuvent séjourner à Bamberg, une synagogue existe dans une arrière-cour de la Hellerstraße. Son emplacement exact demeure inconnu. 

## La synagogue de la Generalsgasse
Les Juifs sont de nouveau autorisés à s'installer à Bamberg depuis 1556. Quelques années plus tard, en 1567, ils louent au baron von Rotenhan une maison située à l'arrière du 15 Generalsgasse, où ils établissent leur synagogue. En 1678, la maison située à la même adresse sur rue leur est louée. En 1679, de grands travaux sont réalisés pour agrandir de façon significative la synagogue et aménager des bureaux attenants. En 1694, la communauté juive est en mesure d'acheter à la municipalité le bâtiment de la synagogue et ses dépendances. 
Dans les années 1820, la communauté décide de restructurer et d'agrandir la synagogue. La section réservée aux femmes, située côté ouest, pour partie au rez-de-chaussée et pour partie à l'étage est insuffisante. En 1835, l'architecte Ney présente des plans d'extension de la synagogue, mais les ressources financières de la communauté sont trop faibles pour la réalisation du projet.  
En 1851, Ney présente de nouveaux plans qui sont acceptés par la communauté et qui sont approuvés par le gouvernement le 3 octobre 1852. La restructuration et agrandissement de la synagogue en 1853 équivaut à un nouveau bâtiment. 
Lors des travaux, un conflit éclate entre les membres de la communauté pour savoir si les travaux peuvent continuer le samedi, jour du chabbat. 
« Dans la communauté de Bamberg, un petit conflit a éclaté. Le vieux rabbin Rosenfeld, a permis que pour la reconstruction de la synagogue, comme le bâtiment est divisé en lots (travail à la tâche), le travail peut se dérouler le chabbat. C'est ainsi que plusieurs membres de la communauté se sont sentis blessés dans leur conscience, et ont porté l'affaire devant les autorités laïques. La suite est à venir. »
Le coût de construction de la synagogue est d'environ 8 000 florins. Le bâtiment avec une avancée et un toit en pente, possède des caractéristiques de style néo-roman. La galerie réservée pour les femmes possède 85 sièges, tandis que la salle de prière au rez-de-chaussée permet d'accueillir 108 hommes. L'inauguration par Wolf Cohn, le rabbin du district de Baiersdorf, se déroule le 4 novembre 1853. 

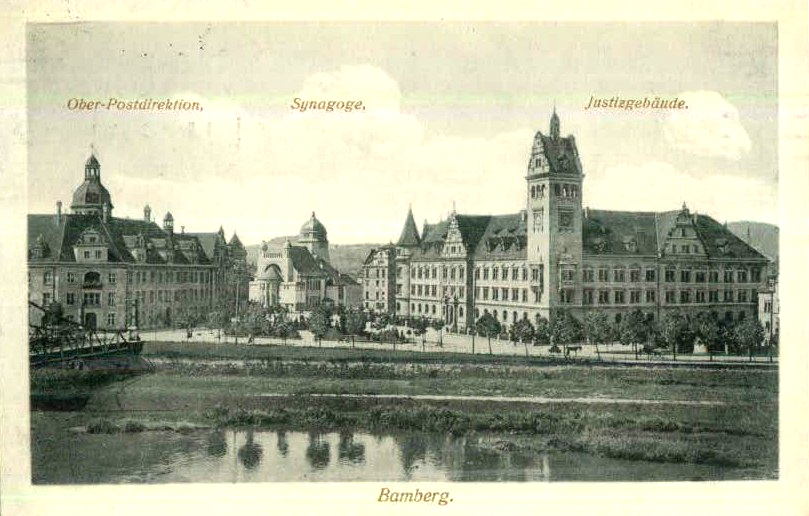
La nouvelle synagogue entre le palais de justice et la poste principale

« Hier soir a eu lieu l'ouverture officielle de la synagogue nouvellement construite de la communauté juive locale. Le bâtiment lui-même, qui a été conçu par l'architecte Ney et magistralement exécuté par le maitre-maçon Hofbauer, fait une impression sympathique. Pour magnifier la fête, la cérémonie était dirigée par le rabbin Kohn de Baierdorf accompagné par un chœur de chanteurs. Parmi les nombreux invités on trouvait le chapitre de la cathédrale locale et le clergé de la paroisse, les membres de la cour d'appel du district, du tribunal du district et de la ville, les instances municipales, le conseil municipal et le conseil des affaires sociales, représentés au plus haut niveau par leurs dirigeants. Étaient aussi présents Monsieur le colonel von Lindenfels, commandant de la ville, Monsieur Ihl, commissaire municipal et conseiller d'État et Monsieur le docteur Heine, médecin légiste de la ville. »
« À l'automne de l'année dernière, une nouvelle et très belle synagogue a été inaugurée à Bamberg, et un nouveau chantre, Monsieur Ottenstein, a été accueilli (car le précédent avait démissionné), qui est aussi professeur de religion; Celui-ci a effectué sa formation les années précédentes au séminaire de Bamberg; on a donc toutes les raisons d'être satisfait de son recrutement. Monsieur Rosenfeld, âgé et digne, dirige encore la communauté comme rabbin, et a, lors des récentes obsèques de la bienheureuse reine Thérèse, prononcé un discours plein de force et de bonté, qui a été imprimé. »

## La nouvelle synagogue
Vers la fin du XIXe siècle, la synagogue située dans la Generalsgasse est nettement trop petite pour les 1 100 membres de la communauté juive de Bamberg en pleine croissance. Pour les grandes fêtes, la communauté est obligée de louer des locaux plus vastes en ville, soit les Zentralsäle situées sur la Promenadestraße (actuellement gymnaste Jahn) ou la salle de réunion de la Gesellschaft Ressource (Société de ressources). La communauté juive décide alors de faire construire une nouvelle synagogue. 
Elle s'adresse à la municipalité afin d'obtenir un terrain convenable soit gracieusement soit à faible coût comme l'ont fait plusieurs municipalités voisines. 
« Comme nous l'avons déjà mentionné dans nos numéros 28/29, la communauté juive locale examine le projet de construction d'une nouvelle synagogue et a dans ce but adressé une demande au service des constructions de la ville afin d'obtenir un terrain constructible gratuit ou à bas prix. Malheureusement cette demande n'a pas reçu l'attention attendue lors de la réunion du conseil municipal du 26 mai, comme le rapporte le Bamberger Neuesten Nachrichten: Comme indiqué par la communauté juive, celle-ci renonce au terrain à bâtir de la ville sur la Herzog-Maxstraße, car premièrement il ne répond pas aux exigences de dimension et deuxièmement au prix de 350 marks par Dezimal (environ 34 m²) le prix du terrain s'élève à 42 350 marks et avec le coût de l'aménagement routier à plus de 50 000 marks. La communauté juive avait espéré un meilleur arrangement comme dans d'autres villes où celles-ci offrent même le terrain à bâtir... À la municipalité, on regrette qu'aucun accord n'ai pu être atteint, mais dit avoir déjà fait un grand pas vers la communauté juive car le Dezimal vaut plus de 550 marks, comme l'a montré la vente des derniers terrains constructibles. 
Le bruit a alors couru que la communauté avait maintenant l'intention de construire sa synagogue dans la cour de la propriété Treumann, donc comme un arrière-bâtiment, ce qui est bien sûr très regrettable. Le conseiller juridique Wehrl va reprendre le dossier en main, et pourra peut-être obtenir un accord et donc présentera de nouveau le dossier complet pour une seconde lecture. »
La communauté achète finalement à la ville pour 15 000 marks,, un terrain situé à l'intersection de l'Urbanstraße et de la Herzog-Max-Straße. 
« La ville a cédé à la communauté juive un terrain de 1 552 m2 situé Herzog Max-Straße de valeur supérieure à 60 000 marks pour le faible prix de 15 000. La construction qui débute au printemps prochain devrait coûter approximativement un demi-million de marks. »
Le concours d'architectes est remporté par l'architecte de Bamberg Johannes Kronfuß, connu pour ses réalisations Arts nouveaux. Le coût de la construction est évalué à environ 300 000 marks. La communauté fait appel à des donateurs, mais certains imposent leurs conditions: 
« M. Emil Wassermann a maintenant exprimé sa volonté de faire un don de 100 000 marks pour la construction de la synagogue, si aucun orgue est installé dans la synagogue. »
Les travaux de construction de la nouvelle synagogue dont la tour culmine à 37 mètres de haut, débutent en novembre 1908 et s'achèvent en septembre 1910. L'inauguration officielle a lieu le 11 septembre 1910, décrite dans les journaux juifs:      
« Le samedi soir, après l'office, une cérémonie d'adieu a eu lieu dans l'ancienne synagogue. Le rabbin Eckstein a fait un discours émouvant, puis les rouleaux de Torah ont été retirés de la maison de Dieu, qui a cessé de l'être par l'extinction de la lampe éternelle. La véritable cérémonie d'inauguration de la nouvelle synagogue a commencé par l'interprétation du chant Gott, Du Allmächtiger, Gott, Du Allgütiger (Dieu, toi tout puissant, Dieu, toi tout bon). Puis le juge Dr Werner a salué toutes les personnes présentes. Les responsables des autorités du district et de la ville s'étaient rassemblés, ainsi que les membres des communautés environnantes. Après que le Dr Werner ait mis le bâtiment sous la protection de la ville, le bourgmestre M. Lutz, a répondu par un admirable discours, dans lequel il affirmait que la paix religieuse, comme avant, peut être préservée dans l'avenir. Après la remise des clefs par le maître-d'œuvre, Mr. l'architecte diplômé Kronfuß, les gens ont pénétré dans la nouvelle synagogue. Après avoir effectué un tour avec les rouleaux de Torah, Mr le rabbin, Dr Neubürger de Fürth, a allumé la lampe éternelle. Puis un chant par le chœur renforcé de la synagogue, et le Dr Eckstein a prononcé un sermon basé sur les paroles des Saintes Écritures: Tu seras entièrement à l'Éternel, ton Dieu. Après un autre chant, le Dr Freudenthal de Nuremberg a dit la prière pour le roi et la patrie. Un chant final et la fête se termine qui restera mémorable pour chaque participant. (Il est carrément surprenant que les rabbins orthodoxes ne soient pas venus ni se soient fait représenter d'une façon ou d'une autre) »
Ainsi que dans les journaux non-juifs: 
« Le 11 septembre a été inaugurée la magnifique synagogue nouvellement construite, lors d'une cérémonie qui a permis de voir qu'à Bamberg, le rapport entre les fidèles des différentes religion est tout à fait serein et admirable. La participation des autorités religieuses et laïques a révélé que la graine du dragon de l'antisémitisme a heureusement peu pris racine ici. »

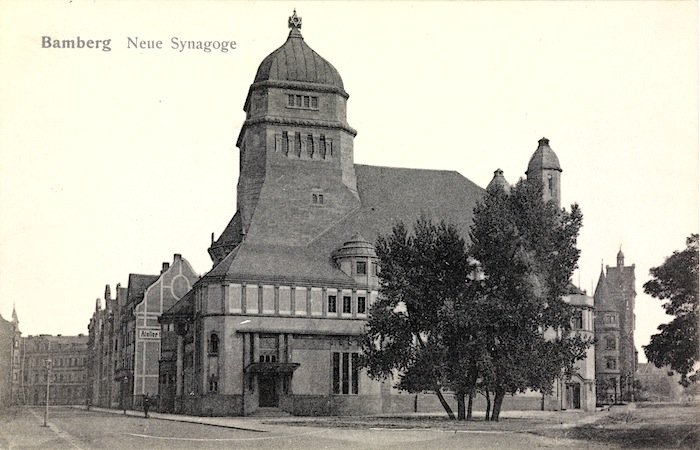
Vue latérale de la synagogue

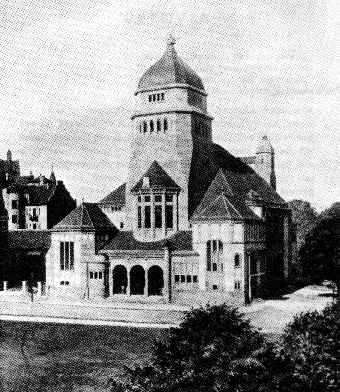
Vue frontale de la synagogue

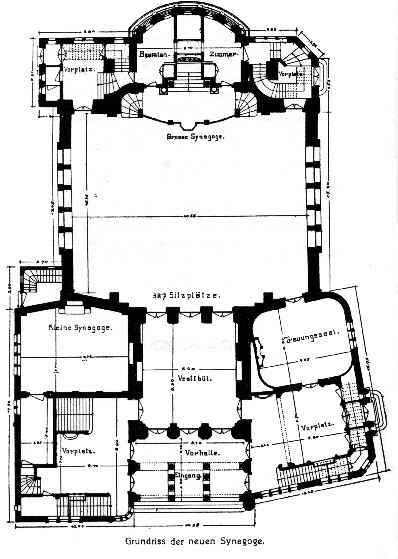
Plan d'architecte du rez-de-chaussée

En 1920, une cérémonie a lieu pour le dévoilement de deux plaques commémoratives en bronze à la mémoire des 31 morts de la communauté tombés lors de la Première Guerre mondiale. Le rabbin, Dr Eckstein profite de son discours pour vilipender ceux qui accusent les Juifs de ne pas avoir servi honorablement leur nation : 
« Vous devez tout d’abord informer les générations futures, qui sont à la recherche d’édification, que 31 fils de notre communauté ont rempli fidèlement jusqu'à la mort leur devoir au service de la patrie ; ils peuvent témoigner également contre les blasphémateurs et les détracteurs de notre communauté, qui osent prétendre que nous, les Israélites, n'avons pas fait sans réserve notre devoir envers la patrie et ils doivent enfin exhorter et encourager les vivants à utiliser leur existence fugitive pour les biens éternels et impérissables de l'humanité. »
La nouvelle synagogue ne va rester que 28 ans le centre culturel et cultuel de la communauté juive de Bamberg. Au petit matin du 10 novembre 1938, la synagogue est incendiée, après avoir été dans la soirée du 9 novembre barbouillée par la jeunesse hitlérienne, puis saccagée et pillée par des troupes SA et SS. Les pompiers avertis par les voisins se voient interdits d'éteindre le feu. La synagogue est entièrement détruite. Les ruines du bâtiment sont abattues en décembre 1938 et le terrain nettoyé le 26 mars 1939 au frais de la communauté juive. Le terrain de la synagogue devient possession de la ville de Bamberg.

## Mémoriaux après-guerre

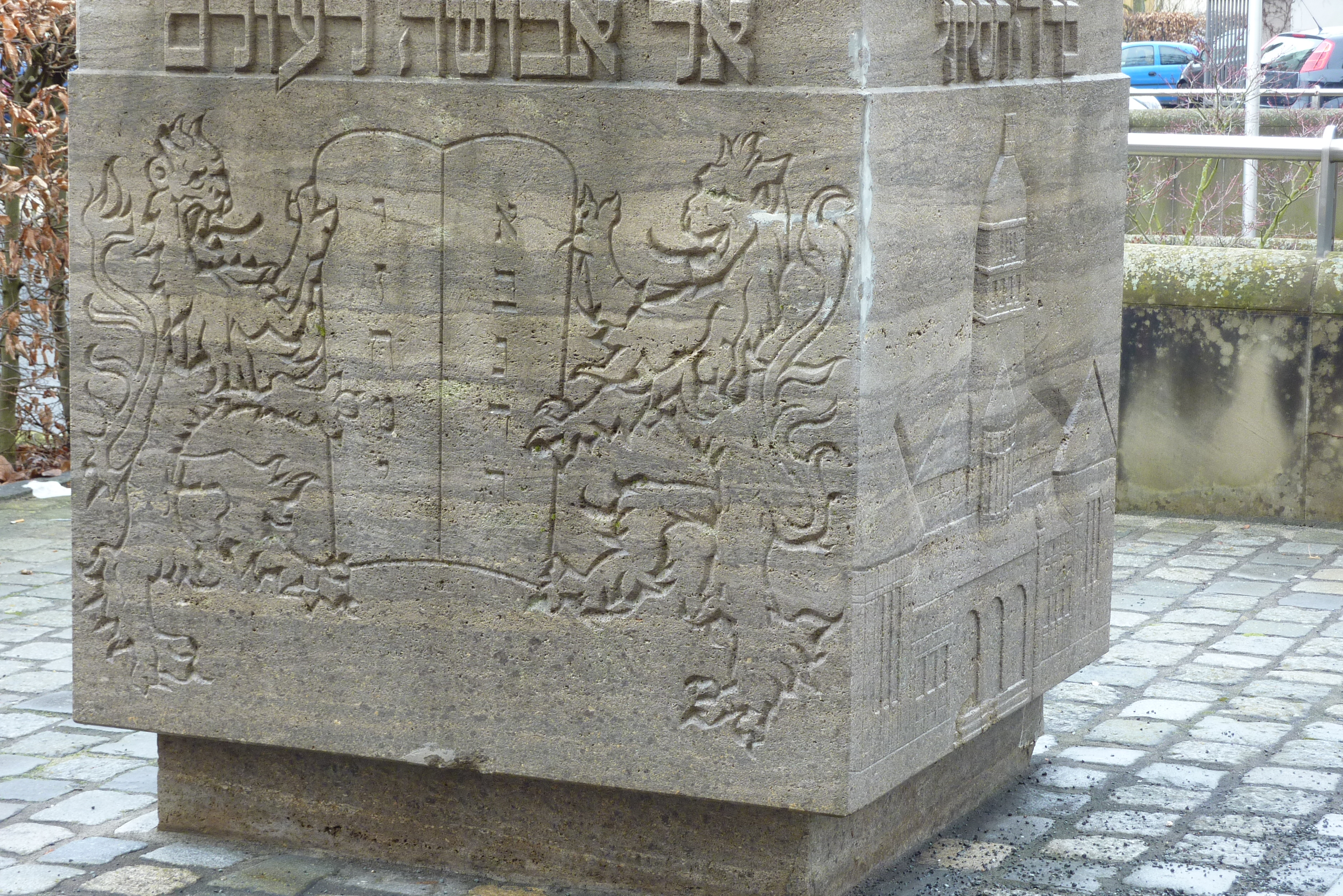
Pierre commémorative du sculpteur Frank Xaver Bauer

En 1965, une pierre cubique sculptée, œuvre de l'artiste de Bamberg Frank Xaver Bauer est installée place de la synagogue, à l'emplacement de la synagogue détruite. En 1995, cette pierre commémorative est incorporée dans un ensemble mémorial, œuvre du sculpteur Joachim Banau d'Aix-la-Chapelle. Un panneau explicatif renseigne sur le sens de l'œuvre.

Texte du panneau explicatif: 
« Memorial de la Synagogenplatz. Lieu de souvenir de la synagogue détruite dans la nuit du 9 au 10 novembre 1938 et lieu de mise en garde pour le présent et pour l'avenir. L'objectif de la mise en concurrence a été défini conjointement en 1995 par les autorités judiciaires, le service d'urbanisme de l'État, la ville de Bamberg et la communauté juive. L'idée artistique du professeur Joachim Banau d'Aix-la-Chapelle a été retenue à l'unanimité: le travail radicalement simple où tout élément décoratif accessoire a été consciemment évité, est souligné par la position dynamique des objets métalliques les uns par rapport aux autres. Une haute plaque d'acier dressée, avec une petite fenêtre, dans laquelle on voit figée, l'ancienne synagogue, et diagonalement adjacentes deux plaques de cuivre parallèles disposées verticalement qui définissent une étroite ruelle à l'intérieur de laquelle les personnes intéressées peuvent lire en allemand ainsi qu'en hébreu un verset des Lamentations. En lisant ces deux lignes, l'observateur se déplace de manière symbolique exactement dans la direction de Jérusalem. La réinstallation de la pierre commémorative de forme cubique créée en 1965 par le sculpteur Frank Xaver Bauer de Bamberg était une préoccupation majeure de la communauté juive de Bamberg, du conseil municipal de Bamberg et de la justice. »